# Deoclides Macedo
Deoclides Antonio Santos Neto Macedo (Porto Franco, Maranhão, 9 de dezembro de 1962) é um advogado e político brasileiro, filiado ao Partido Democrático Trabalhista (PDT).

## Carreira política
Em 1990 foi candidato a deputado estadual pelo PDC, sem êxito.
Começou sua carreira política em 1992 ao ser eleito prefeito de Porto Franco pelo PTB com mandato 1993-1997. Elegeu-se deputado estadual em 1998, em 2002 foi candidato a vice-governador na chapa de Jackson Lago sem obter êxito.
Foi deputado estadual do estado do Maranhão, prefeito municipal de Porto Franco, em 2004 e reeleito em outubro de 2008. Em julho do mesmo ano teve a candidatura contestada pelo Ministério Público, e a promotora de Justiça Nahyma Ribeiro Abas, da 46ª Zona Eleitoral, propôs Ação de Impugnação de Registro de Candidaturas contra candidatos a prefeito e a vereador dos municípios de Porto Franco, Lajeado Novo e São João do Paraíso. Em 2014, em sua candidatura como deputado federal, Deoclides Macedo foi indeferido pelo TSE. Nas eleições de outubro de 2018 não obteve votos para reeleição ao mandato de Deputado Federal .